# Joséphine de Reszke
Joséphine de Reszke, en polonais Józefina Reszke (4 juin 1855 – 22 février 1891) est une soprano polonaise. 

## Biographie
Née à Varsovie, elle est la sœur de la basse Édouard de Reszke et du ténor Jean de Reszke, artistes lyriques célèbres. Elle commence ses études avec sa mère et Henriette Nissen-Saloman puis fait ses débuts à Paris dans le rôle d'Ophélie dans Hamlet, le 21 juin 1875.
Elle est restée à l'Opéra de Paris pendant plusieurs années, période durant laquelle elle est connue pour ses représentations de l'opéra français et italien. Elle a également créé le rôle de Sita dans Le Roi de Lahore de Jules Massenet. Elle a refusé une offre de représentations aux États-Unis et est restée en Europe pour la durée de sa carrière.
Joséphine est apparue, avec son frère Jean, à l'occasion de ses débuts; tous les deux dans la premiere d'Hérodiade en 1884 à Paris. Elle se retire presque complètement de la scène, après son mariage donnant seulement des représentations de charité par la suite. Pour cela, elle a reçu un diamant de la ville de Poznań. De Reszke est morte à Varsovie en 1891.

## La famille Kronenberg

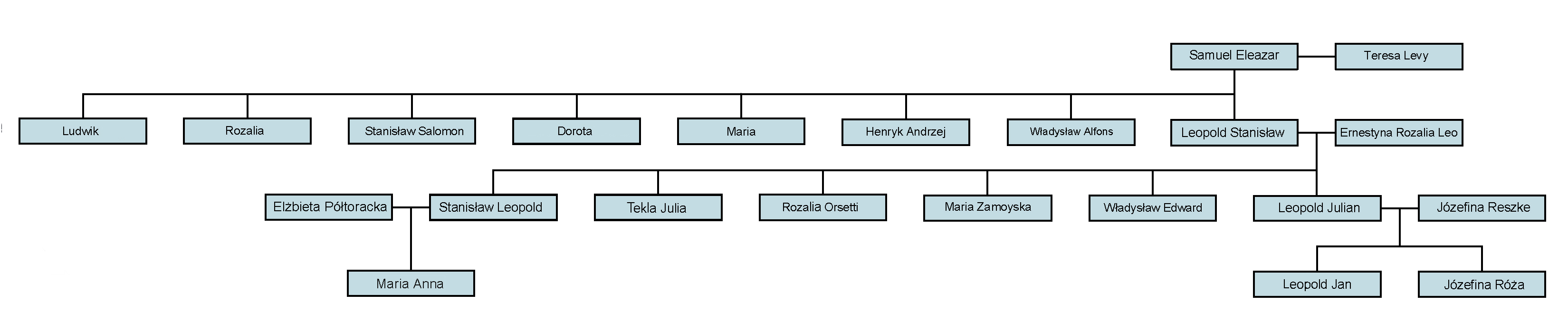
La famille Kronenberg

Au sommet de sa carrière, elle a épousé le baron Leopold Julian Kronenberg (en) (1849-1937). Ils eurent deux enfants Józefina Róża Kronenberg (pl) (1889-1969)  et Leopold Jan Kronenberg (pl) (1891-1971).